# Anarmodia corylalis
Anarmodia corylalis is een vlinder uit de familie van de grasmotten (Crambidae), uit de onderfamilie van de Spilomelinae. De wetenschappelijke naam van deze soort is voor het eerst voorgesteld als Megaphysa corylalis door Achille Guenée in een publicatie uit 1854.
De soort komt voor in Colombia.